# Jerry Gray
Jerry Don Gray (Lubbock, 16 dicembre 1962) è un ex giocatore di football americano statunitense che ha militato nei ruoli di cornerback e safety nella National Football League (NFL). Fu scelto nel corso del primo (21º assoluto) del Draft NFL 1985 dai Los Angeles Rams. Al college ha giocato a football a Texas.

## Carriera professionistica
Gray fu scelto primo giro del Draft 1985 dai Los Angeles Rams. Vi giocò per sette stagioni prima di terminare la carriera con gli Houston Oilers nel 1992 e i Tampa Bay Buccaneers nel 1993. In carriera mise a segno 28 intercetti, di cui sei con gli Oilers nel 1992.
Gray fu convocato per quattro Pro Bowl consecutivi dal 1986 al 1989. Nella sua ultima apparizione fu premiato come miglior giocatore della partita dopo avere fatto registrare 7 tackle e ritornato un intercetto per 51 yard in touchdown.

## Palmarès
- MVP del Pro Bowl: 1

1989
- Convocazioni al Pro Bowl: 4

1986, 1987, 1988, 1989
- College Football Hall of Fame (classe del 2013)

## Statistiche
| Intercetti | 28 |